# NGC 2879
NGC 2879 је четворострука звезда у сазвежђу Хидра која се налази на NGC листи објеката дубоког неба.
Деклинација објекта је - 11° 39' 8" а ректасцензија 9h 25m 22,6s. Привидна величина (магнитуда) објекта NGC 2879 износи 13,8. NGC 2879 је још познат и под ознакама ""Y"" shape.